# Biblioteca Municipal de Plungė
A Biblioteca Municipal de Plungė é uma biblioteca pública localizada na cidade de Plungė, distrito de Telšiai. Possui 18 filiais nas aldeias e vilas da região.
Desde 2012 que a biblioteca se encontra localizada num edifício histórico.